# Lê Quý Đôn (Gelehrter)

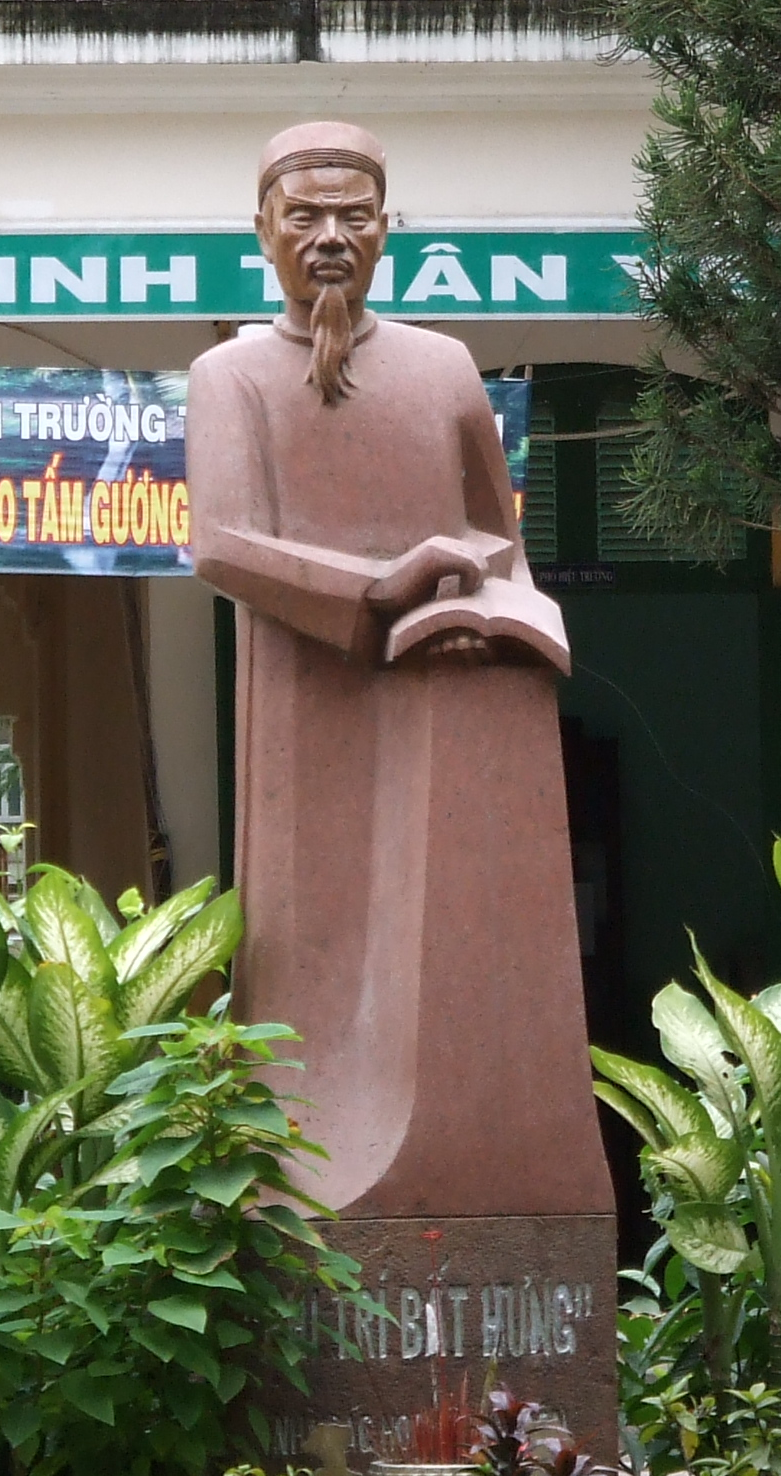
Statue von Lê Quý Đôn (Foto 2009)

Lê Quý Đôn (* 1726; † 1784) war ein vietnamesischer Gelehrter zur Zeit der Lê-Dynastie. Neben seiner Tätigkeit als hoher Staatsbeamter machte er sich als Historiker und Autor zu wissenschaftlichen oder geographischen Themen verdient.

## Herkunft
Lê Quý Đôn stammte aus einem Dorf in der Provinz Thai Binh. Er war der Sohn eines Gelehrten, der selbst den höchsten Grad der Beamtenprüfung absolviert hatte. 1752 legte er seine Prüfungen in der Hauptstadt ab, die ihm den Eintritt in das Mandarinat ermöglichten.

## Beamtentätigkeit
Lê Quý Đôn brachte es in der Hierarchie bis zum Provinzgouverneur sowie später zum Finanz- und Kriegsminister am Hofe. Aufgrund von Rivalitäten am Hofe zog er sich einmalig für mehrere Jahre ins Privatleben zurück. 1762 wurde er Vorsitzender des vom Trinh-Fürsten Trịnh Doanh eingesetzten Kronrats.
Als Beamter war er für seine strikte Einhaltung konfuzianistischer Prinzipien bekannt. Ebenso machte er sich um die Niederschlagung rebellischer Bewegungen verdient. Weiter versuchte er, die Verwaltung durch den Abbau von Korruption und Misswirtschaft zu verbessern und erwarb sich dadurch den Ruf eines volksnahen Mandarins.
1762 nahm er an einer diplomatischen Mission an den Kaiserhof der Qing-Dynastie teil. Diese markierte seinen Ausschluss aus dem eigentlichen Machtzentrum am Hof. Die moderne Geschichtswissenschaft sieht Lê Quý Đôn als Beamten im Zentrum der Macht, der mittels seiner Verbindungen auf seinen persönlichen Vorteil aus war. So sind Berichte und Anklagen über Korruption bekannt, und Lê Quý Đôn verschaffte sich seine Position unter anderem durch Beteiligung an Bestechungsgeldern. Sein Sohn wurde 1775 wegen Korruption inhaftiert.

## Literarisches Wirken
Er schrieb eine Gesamtgeschichte der Lê-Dynastie mit dem Titel Dai Viet Thong Su. In den Verschiedenen Chroniken der befriedeten Grenzen (Phu Bien Tap Luc) lieferte er detaillierte Beschreibungen Zentralvietnams. Neben seinen historischen Werken hinterließ er auch Schriften über Agronomie, Naturwissenschaft, Moral und Philosophie. Ebenso tat er sich als Herausgeber einer Enzyklopädie am Hof hervor.
Sein Andenken schlug sich in zahlreichen Volkserzählungen und Anekdoten wieder, die seine Intelligenz und poetische Ausdruckskraft betonen.